# 優木カリナ
優木 カリナ（ゆうき かりな、1996年9月9日 - ）は、日本のAV女優。C-more エンターテイメント所属。

## 略歴・人物
2017年12月にAVデビュー。
趣味はテレビ鑑賞・音楽鑑賞、特技はスポーツ全般。

## 出演作品

### アダルトDVD
2017年
- シロウト制服美人 10（12月8日、プレステージ）※「K・Y」名義
- 最高の愛人と、最高の中出し性交。 24 グラビアモデル カリナ (21歳)独身（12月29日、プレステージ）

2018年
- 男に弄ばれたいと願う従順女子●生 〜とびきり可愛い美少女に生中出し（1月26日、宇宙企画）
- トイレで酩酊状態の姉のマ○コに媚薬を擦り込み悪戯する弟を、快感に理性を失い馬乗り逆レイプしてしまう泥酔発情姉（2月2日、DOC）
- 堕とされたお嬢様女子大生 「わたし…飼われてるんです…そして男の人たちの精を絞り出す毎日をおくっています…」「でもそんな生活…最近は悪くないかな?って思えてきたんです…わたし…壊れてきたのかな…」（3月13日、オーロラプロジェクト・アネックス）
- 再婚相手の連れ子が無防備な女子校生で股間暴走生中出し! 2（4月10日、ブリット）
- 素人娘は射精(だ)しても射精(だ)しても止めてあげない! 知人男性のチ○ポを素手・お口で連続ザーメン発射! 3 恋人以外の男女限定12名  恥ずかしいけどもっと射精(だ)して! Hな手コキ・フェラで2人同時責め大増量SP（4月12日、SODクリエイト）
- マジックミラー号 初めての膣内洗浄! 女子○生にマ○コを洗うと感度が上がる!? 過激な保健体育の特別講義でマ○コから大噴射! 10人中10本番!（4月26日、SODクリエイト）
- 街角シロウトナンパ! vol.06 上京娘編（4月27日、）※「みはる」名義
- SEXの逸材。 VOL.16 ドスケベ素人の衝撃的試し撮り 性癖をこじらせてプレステージに自らやって来た本物素人さん達の顛末（5月4日、プレステージ）※「りな」名義
- ココロが求め合ううれしはずかし快感SEX（6月1日、S-Cute）
- 完全主観でたっぷりオナサポ!じっくりハーレム中出しSEX!! ニーハイ超ミニスカ制服が導入された学校に男は僕1人（6月21日、ROCKET）
- オトコゴコロに火をつけちゃうフェロモン女子のエッチな願望（7月1日、S-Cute）
- 大好きなカノジョをハメ撮りしちゃいました。 じゃれてるうちに快感が止まらなくなってしまう美少女とみだらな行為（7月13日、S-Cute）
- お従兄ちゃん、濡れちゃった! 僕の家に遊びに来た従姉妹がお風呂掃除を頼まれて大はしゃぎ!上着が濡れてカワイイ乳首がスケスケなのに面白がって僕に見せつけてきた。（7月26日、SWITCH）
- えげつない一撃大量顔射 30人8時間 vol.2（7月27日、REAL）
- 下着の代わりに絆創膏を貼っているパイパンレイヤーのコスプレ中出し合宿（8月10日、BAZOOKA）
- 探偵事務所で旦那の不倫証拠を突きつけられた妻は悲しみをなだめる調査員の優しさに応えそのままチ○ポにしゃぶりつき最後は生中出しSEXにまで発展する（9月28日、SCOOP）

### VR
- ピザ屋のドジっ娘お詫びはカラダで「お店には内緒にしてください」デリバリーSEX 玄関でフェラ手コキ「射精しないと終わらないですよね…」と対面挿入 密着状態で子宮をガンガン突き上げるとグチュグチュと音立て前後に超高速グラインド!（2018年7月7日、ブイワンVR）